# Kalcit
Kalcit (njem. kalzit, kalkspat, engl. calcite, prema kalzium: kalcij) je vrsta vrlo raširenog minerala građenog od kalcijeva karbonata (CaCO3) u obliku heksagonskih kristala.

## Osobine, svojstva i rasprostranjenost
Na Mohsovoj skali nalazi pod brojem 3, što znači da je na toj skali treći najmekši mineral, odmah poslije gipsa i talka.
Bezbojan je ili bijel mineral, gustoće 2,72g/cm3, a tališt 825 °C. Ima odličnu kalavost smjerom plohe osnovnoga romboedra.
Kalcit je jedan od najčešćih i najraširenijih minerala u svijetu. Najviše ga ima u sedimentnim slojevima Zemljine kore. Primarna je mineralna sastavnica vapnenaca, i njegova metamorfnog oblika mramora, a nalazi se i kao važna komponenta drugih sedimenata, npr. lapora (glavne cementne sirovine), ponekih metamorfita i kao jalovina rudnih žila.

Lijepi se kristali kalcita nalaze osobito u šupljinama rudnih žila i eruptivnih stijena (dvolomac, mramor).

Kalcit izgrađuje stalaktite i stalagmite (sige) u vapnenačkim špiljama i manjim šupljinama te petrificira ostatke izumrlih životinja i biljaka.

## Nastajanje
Nastaje kristalizacijom iz vodenih otopina u kristalima romboedrijske hemiedrije heksagonskoga sustava i u kristalastim agregatima, od kojih je najpoznatiji vapnenac.
Kalcit je bezbojan ili bijel. Ima odličnu kalavost smjerom plohe romboedra. Lijepi se kristali kalcita ponajviše nalaze u šupljinama rudnih žica i eruptivnih stijena.

## Upotreba
Upotrebljava se kao punilo, za proizvodnju vapna i cementa, kao sirovina u kemijskoj industriji, te u građevinarstvu kao agregat za betone i obrađeni građevinski kamen.
Jako čisti i prozirni kristal kalcit (dvolomac) polarizira svjetlost pa se upotrebljava za izradu posebnih optičkih stakala (Nicolovih prizmi).